# Водобой

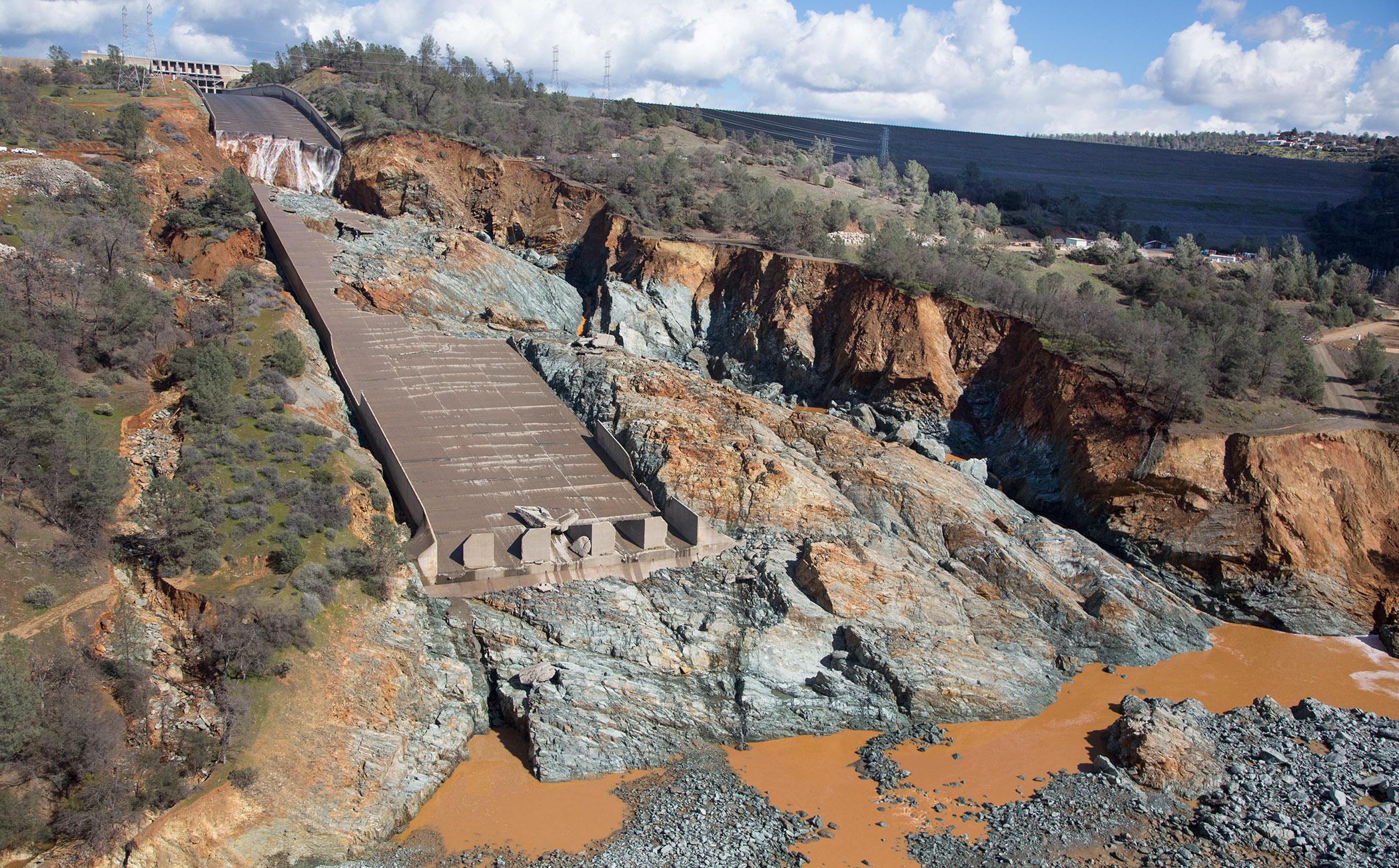
Размытый водобой в нижней части Оровиллской дамбы

Водобой — гидротехническое обустройство нижнего бьефа, предназначенное для снижения размыва речного русла путём принятия ударной энергии водяного потока, перекатывающегося через водосливную кромку. Как правило, водобой представляет конструкционно усиленный фрагмент русла реки. В зависимости от вида плотины он может быть выполнен в виде бетонного (ряжевого, свайного) покрытия речного дна, которое может быть также дополнено водобойным колодцем, водобойной стенкой и специальными гасителями энергии воды.
Водобой вместе с рисбермой, понуром и водосливом является одним из элементов флютбета плотины, причём самым массивным и мощным среди всех остальных. Проектирование и возведение водобойных сооружений регламентируется межгосударственным стандартом ГОСТ 26966.